# Sollazzevole
Sollazzevole è l'ottavo album discografico di Otello Profazio pubblicato in Italia nel 1971.

## Descrizione
Venne pubblicato in formato cassetta nel 1971 e in vinile l'anno successivo con una copertina disegnata da Bonvi.

## Tracce
Lato A
1. San Giuseppe
2. Chiacchiere di cantastorie
3. Carcere e villeggiatura
4. I miracoli di Santo Sano
5. Fumate, frates
6. Preti, comari e gatti
7. Pantagruelica
8. La vitella

Lato B
1. La canzone del ciuccio
2. La grazia
3. Orazione della moglie del ladro
4. ‘U ‘ntrallazzu ‘i me’ mugghieri
5. Zza' Marianna
6. La brava morte
7. Tarantella cantata